# Olivier Gorce
Pour les articles homonymes, voir Gorce.
Olivier Gorce est un scénariste français.

## Filmographie (sélection)

### Cinéma
- 2004 : Violence des échanges en milieu tempéré de Jean-Marc Moutout
- 2005 : Alex de José Alcala
- 2008 : La Fabrique des sentiments de Jean-Marc Moutout
- 2010 : Insoupçonnable de Gabriel Le Bomin
- 2011 : Voie rapide de Christophe Sahr
- 2011 : De bon matin de Jean-Marc Moutout
- 2011 : Omar m'a tuer de Roschdy Zem
- 2011 : Coup d'éclat de José Alcala
- 2015 : La Loi du marché de Stéphane Brizé
- 2016 : Primaire d'Hélène Angel
- 2018 : En guerre de Stéphane Brizé
- 2019 : Persona non grata de Roschdy Zem
- 2023 : Les Onze vies de l'Abbé Pierre de Frédéric Tellier

### Télévision
- 1998 : Dossiers : Disparus (7 épisodes)
- 2018 : Speakerine (2 épisodes)

## Distinctions

### Nominations
- César 2012 : Nomination au César de la meilleure adaptation pour Omar m'a tuer